# Saint-Aubin-de-Blaye
Saint-Aubin-de-Blaye är en kommun i departementet Gironde i regionen Nouvelle-Aquitaine i sydvästra Frankrike. Kommunen ligger i kantonen Saint-Ciers-sur-Gironde som tillhör arrondissementet Blaye. År 2022 hade Saint-Aubin-de-Blaye 843 invånare.

## Befolkningsutveckling
Antalet invånare i kommunen Saint-Aubin-de-Blaye
Referens:INSEE